# Абу'л Гасан Алі I
Абу'л Гасан Алі I ібн Усман (араб. أبو الحسن علي بن عثمان; бл. 1297 —24 травня 1351) — 8-й маринідський султан Марокко в 1331—1351 роках. Мав прізвисько «Чорний султан» (за кольор шкіри).

## Життєпис
Походив з династії Маринідів. Син султана Абу Саїда Усмана II та абіссінської наложниці. Народився близько 1297 року у Фесі. 1315 року після придушення заколоту його зведеного старшого брата Абу Алі, був оголошений спадкоємцем трону.
1331 року після смерті батька перебрав владу в державі. Невдовзі оженився з Фатімою, донькою Абу Бакра II, володаря держави Хафсидів. Підтвердив союз із тестем проти Заянідів. Також поновив союз з Гранадським еміратом.
Водночас продовжено політику попередників з розбудови міст. Так, султан наказав звести медресе Ібн Юсуфа в Марракеші. Також почали зводити медресе Місбахійя в Фесі. Завершив зведення великої мечеті в м. Мансура, яку було розпочато ще Абу Якуб Юсуфом.
1333 року маринідське військо захопило Гібралтар. Невдовзі було відбито напад кастильських військ, що спробували повернути собі цю фортецю. 1334 року в Фесі уклав мирний договір між Марокко і Гранадським еміратом, з одного боку, і Кастилією, з другого, розрахований на 4 роки. Це було викликано необхідністю надати допомогу Хафсидам, що зазнали низки відчутних поразок від Заянідів.

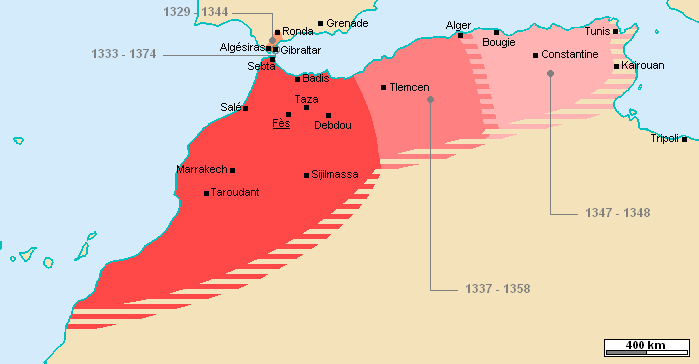
Володіння Абу'л Гасан Алі I

1335 року відправив військо і флот проти Тлемсену, столиці Заянідів, яку було взято в облогу. Її було перервано у 1336 року, коли повстав брат Абу Алі, намісник Сіджильмаси. Після завдання тому поразки облога Тлемсену поновилася. Місто здобули у травні 1337 року. Ворожий султан Абу Ташуфін I загинув. Братів останнього за наказом Абу'л Гасан Алі I було страчено, а усі володіння Заянідів приєднано до держави Маринідів. В результаті було встановлено контроль над транссахарською торгівлею, Мариніди стали гегемонами Магрибу. Невдовзі наказав звести мечеть поблизу Тлемсену над могилою відомого містика Абу Маджана. Того ж року прийняв посольство Муси I, манси імперії Малі.
За цим султан вирішив розпочати велику кампанію на Піренейському півострові. Для отримання приводу він спонукав свого союзника — гранадського еміра Юсуфа I до конфлікту з Кастилією. 1339 року почалися масштабні сутички. 1340 року маринідський флот у битві поблизу Гібралтару завдав нищівної поразки кастильській ескадрі. Контроль над гібралтарською протокою дозволив перевезти до Альхесірасу військо. Потім спільно з гранадцями почалася облога Таріфи. Місту на допомогу прийшов португальський флот. У жовтні 1340 року відбулася рішуча битва на річці Саладо, в якій маринідсько-гранадське військо зазнало тяжкої поразки. В результаті султан повернувся до Марокко.
1344 року кастильці захопили Альхесірас. 1346 року Абу'л Гасан Алі I втрутився у суперечку за трон у державі Хафсидів. В результаті військо Маринідів зайняло у 1347 році місто Туніс.
1348 року проти влади Маринідів повстали арабські племена в південній Іфрікії, які завдали поразки маринідському війську в битві біля Кайруану. Водночас у Тлемсені повстали Заяніди на чолі із Абу Саїд Усманом. У Фесі заколот влаштував син Абу Інан Фаріс. Султан спрямував флот до Марокко, але той майже повністю загинув, потрапивши в потужну бурю. Втім Абу'л Гасан Алі I зумів зібрати біля Алжиру військо, з яким рушив на підкорення Тлемсену, проте у битві на річці Шеліфф зазнав поразки.
Спочатку він планував створити базу в Сіджильмасі. Але його випередив син Абу Інан Фаріс. За цих обставин султан мусив відступити до Марракешу. Втім у травні 1350 року в битві біля Умм-ер-Рбії Абу'л Гасан Алі I зазнав поразки від сина. Султан втік до берберського племені хінтана в Високому Атласі. Тут на початку 1351 року зрікся трону. Помер колишній султан через декілька місяців.